# Rahel Sanzara
Rahel Sanzara   (Jena, 9 de febrer de 1894 - Berlín, 8 de febrer de 1936) va ser una ballarina, actriu i novel·lista alemanya.

## Biografia
Johanna Bleschke era la més gran dels quatre fills d'un músic de la ciutat. Després de graduar-se d'una escola per a "filles superiors", va iniciar un aprenentatge com a enquadernadora a Blankenburg. El 1913 es va traslladar a Berlín, on va conèixer el metge i autor Ernst Weiss. La seva relació va durar més de vint anys i va actuar en produccions de drames de Weiss. Després d'una breu etapa com a infermera de guerra el 1914/15, va rebre formació com a ballarina a l'escola de Rita Sacchetto i va iniciar una carrera d'èxit. Des del 1916 també va treballar amb èxit com a actriu de cinema i va rebre formació d'actriu d'Otto Falckenberg a Múnic, i va trobar feina primer a Praga i del 1921 al 1924 al "Landestheater Darmstadt".
La seva primera novel·la Das verlorene Kind (El nen perdut) es va publicar el 1926 i va causar una gran controvèrsia pel seu tema, l'assassinat de luxúria d'una nena de quatre anys per un nen gran. El llibre, basat en un cas real de delinqüència del segle xix i extret d'ambdós gèneres de novel·la policíaca i drama psicològic, va rebre bones crítiques i va veure ràpidament diverses edicions i es va traduir a onze idiomes. Encara està imprès i continua venent-se bé avui en dia. Rahel Sanzara havia de ser guardonada amb el respectat "Kleist-Preis" el 1926, però la va rebutjar. Les seves novel·les posteriors no van poder repetir l'èxit del seu debut.
El 1927, Rahel Sanzara es va casar amb el corredor de valors jueu Walter Davidsohn, que va emigrar a França per fugir de la persecució dels nazis, mentre ella romania a Berlín, ja debilitada pel càncer. Va morir el 1936 després d'una llarga malaltia.

## Treballs literaris
- Das verlorene Kind (El nen perdut) (Novel 1926) ISBN 978-3-518-37410-8, LCCN 29022338.
- Die glückliche Hand (in: Vossische Zeitung March 1933; Novel, Zürich 1936) ISBN 978-3-518-37684-3
- Hochzeit der Armen (novel·la inèdita i perduda).

## Filmografia
- Der Fall Routt...! (1917)